# 恭淑皇后
恭淑皇后（きょうしゅくこうごう）は、南宋の寧宗の最初の皇后。姓は韓氏。

## 生涯
相州安陽県の人。韓同卿（韓肖冑の子の韓協の子）と正妻の荘氏の次女。寧宗の下で権勢を振るう韓侂冑（高宗の皇后呉氏の妹の子）の従兄の韓肖冑（韓治の子で、韓琦の子の韓忠彦の孫）の曾孫娘にあたる。
姉と共に後宮に入り、太上皇（高宗）と太上皇后（呉氏）の側にはべり、おっとりした従順な性格だったために可愛がられた。淳熙12年（1185年）8月に平陽郡王趙拡（後の寧宗）と娶わせられ、新安郡夫人に封ぜられた。淳熙16年（1189年）5月、趙拡の父の光宗が即位すると、趙拡は郡王から親王に上ったので韓氏は崇国夫人に進んだ。
紹熙5年（1194年）、寧宗が即位すると、皇后に冊立された。寧宗の寵愛を受け、また韓侂冑の後盾になった。韓侂冑は皇后より3世代上の傍系尊属であったが、年齢は近く、外戚として権勢を高めて人々の注目を集めた。対照的に実父の韓同卿は、おとなしく慎み深い性格で目立ったことはしなかった。韓皇后は2人の男子を産んだが、みな夭折した。後年、楊貴妃と寵愛を争ったといわれる。
慶元6年11月7日（1200年12月14日）、坤寧殿にて崩御。「恭淑」と諡され、臨安府の南山にある広教寺に葬られた。

## 男子
- 趙埈（1196年生没）
- 趙坦（1200年生没）

## 伝記資料
- 『宋史』巻243 后妃伝下 恭淑韓皇后伝
- 『宋会要輯稿』巻12 后妃一 寧宗恭淑韓皇后
- 『建炎以来朝野雑記』